# Kanton Meximieux
Der Kanton Meximieux ist ein französischer Wahlkreis im Département Ain in der Region Auvergne-Rhône-Alpes. Er umfasst 15 Gemeinden in den Arrondissements Belley und Bourg-en-Bresse, sein bureau centralisateur ist in Meximieux. Im Rahmen der landesweiten Neuordnung der französischen Kantone wurde er im Frühjahr 2015 verändert und erweitert.

## Gemeinden
Der Kanton besteht aus 15 Gemeinden mit insgesamt 21.245 Einwohnern (Stand: 1. Januar 2022) auf einer Gesamtfläche von 191,84 km²:
| Gemeinde               | Einwohner 1. Januar 2022 | Fläche km² | Dichte Einw./km² | Code INSEE | Postleitzahl | Arrondissement  |
| ---------------------- | ------------------------ | ---------- | ---------------- | ---------- | ------------ | --------------- |
| Balan                  | 2.878                    | 18,04      | 160              | 01027      | 01800        | Bourg-en-Bresse |
| Béligneux              | 3.484                    | 13,30      | 262              | 01032      | 01360        | Bourg-en-Bresse |
| Bourg-Saint-Christophe | 1.540                    | 8,98       | 171              | 01054      | 01800        | Belley          |
| Bressolles             | 1.003                    | 7,73       | 130              | 01062      | 01360        | Bourg-en-Bresse |
| Dagneux                | 4.741                    | 6,65       | 713              | 01142      | 01120        | Bourg-en-Bresse |
| Faramans               | 905                      | 11,22      | 81               | 01156      | 01800        | Belley          |
| Joyeux                 | 262                      | 16,58      | 16               | 01198      | 01800        | Belley          |
| Le Montellier          | 329                      | 15,38      | 21               | 01260      | 01800        | Belley          |
| Meximieux              | 8.198                    | 13,75      | 596              | 01244      | 01800        | Belley          |
| Montluel               | 6.879                    | 40,11      | 172              | 01262      | 01120        | Bourg-en-Bresse |
| Pérouges               | 1.382                    | 18,97      | 73               | 01290      | 01800        | Belley          |
| Pizay                  | 922                      | 11,18      | 82               | 01297      | 01120        | Bourg-en-Bresse |
| Rignieux-le-Franc      | 1.131                    | 15,02      | 75               | 01325      | 01800        | Belley          |
| Saint-Éloi             | 524                      | 14,26      | 37               | 01349      | 01800        | Belley          |
| Sainte-Croix           | 548                      | 10,62      | 52               | 01342      | 01120        | Bourg-en-Bresse |
| Kanton Meximieux       | 34.726                   | 221,79     | 157              | 0112       | –            | –               |

Bis zur Neuordnung bestand der Kanton Meximieux aus den 12 Gemeinden Bourg-Saint-Christophe, Charnoz-sur-Ain, Faramans, Joyeux, Meximieux, Le Montellier, Pérouges, Rignieux-le-Franc, Saint-Éloi, Saint-Jean-de-Niost, Saint-Maurice-de-Gourdans und Villieu-Loyes-Mollon. Sein Zuschnitt entsprach einer Fläche von 176,27 km2. Er besaß vor 2015 einen anderen INSEE-Code als heute, nämlich 0119.

## Einwohnerzahlen
| Bevölkerungsentwicklung | Bevölkerungsentwicklung |
| Jahr                    | Einwohner               |
| ----------------------- | ----------------------- |
| 1962                    | 6.289                   |
| 1968                    | 6.888                   |
| 1975                    | 8.572                   |
| 1982                    | 10.781                  |
| 1990                    | 14.704                  |
| 1999                    | 17.275                  |
| 2006                    | 19.329                  |
| 2011                    | 20.212                  |

## Politik
| Vertreter im conseil général des Départements | Vertreter im conseil général des Départements | Vertreter im conseil général des Départements |
| Amtszeit                                      | Name                                          | Partei                                        |
| --------------------------------------------- | --------------------------------------------- | --------------------------------------------- |
| 2001–2008                                     | Claude Marcou                                 | RPR                                           |
| 2008–2015                                     | Claude Marcou                                 | UMP                                           |
| 2015–2021                                     | Romain Daubié Elisabeth Laroche               | DVD                                           |